# 碱滩镇
碱滩镇，是中华人民共和国甘肃省张掖市甘州区下辖的一个乡镇级行政单位。

## 行政区划
碱滩镇下辖以下地区：
普家庄村、永星村、古城村、甲子墩村、刘家庄村、碱滩村、幸福村、草湖村、二坝村、三坝村、杨家庄村、太平村、野水地村、老仁坝村和永定村。